# Грабс
Грабс (нем. Grabs) — коммуна в Швейцарии, в кантоне Санкт-Галлен. 
Входит в состав округа Верденберг. Население составляет 6415 человек (на 31 декабря 2006 года). Официальный код  —  3273.
На территории коммуны располагается городок Верденберг.